# Indothele lanka
Indothele lanka is een spinnensoort uit de familie Dipluridae. De soort komt voor in Sri Lanka.